# Wiktoria Niedziałkowska
Wiktoria Niedziałkowska herbu Rawicz (ur. 6 listopada 1851 w Warszawie, zm. 5 lutego 1914 tamże) – polska nauczycielka.

## Życiorys
Urodziła się w 1851 w Warszawie. Była córką powstańca styczniowego i urzędnika Wydziału Krajowego Karola Rawicz Niedziałkowskiego (1823-1900).
Kształciła się w klasztorze sióstr wizytek, a po jego zamknięciu przez władze rosyjskie, w pensjonacie Anny Jasieńskiej. Studiowała w Instytucie Maryjskim, gdzie otrzymała patent nauczycielski. Od 1871 pracowała jako nauczycielka, początkowo uczyła w domach prywatnych i w szkołach dla dziewcząt na obszarze Królestwa Polskiego. Po tym jak jej ojciec był zmuszony po powstaniu styczniowym opuścić te ziemie, około 1873 wyjechała wraz z siostrą Klementyną do Lwowa pod zaborem austriackim. Tam nostryfikowała swój dyplom i przez pewien czas uczyła u sióstr Benedyktynek ormiańskich. W 1876 wraz z Klementyną założyła we Lwowie zakład wychowawczy - pierwsze gimnazjum dla dziewcząt o profilu humanistycznym. W 1879 zdała jeszcze egzamin wydziałowy z grupy filologiczno-historycznej. Zakład mieścił się przy ul. Jagiellońskiej i początkowo obejmował 5 klas. Wraz z rozwojem placówki oraz jej sławą siedziba była przenoszona na ul. Kościuszki, a potem na ul. Kopernika, gdzie powstał własny gmach. W 1901 szkoła ta została przekształcona w 6-klasowe liceum. W 1908 obok szkoły ludowej i liceum otworzyła gimnazjum realne z prawem publiczności. W zakładzie uczyła literatury polskiej. Do 1914 właścicielką Prywatnego Żeńskiego Gimnazjum Realnego Wiktorii Niedziałkowskiej we Lwowie z prawem publiczności (kierownikiem był Mieczysław Jamrógiewicz) oraz kierowniczką XIV 4-klasowej żeńskiej szkoły we Lwowie.
Należała do organizacji oświatowych i kulturalnych oraz do związku kobiet. Od 1875 członkini Polskiego Towarzystwa Pedagogicznego.

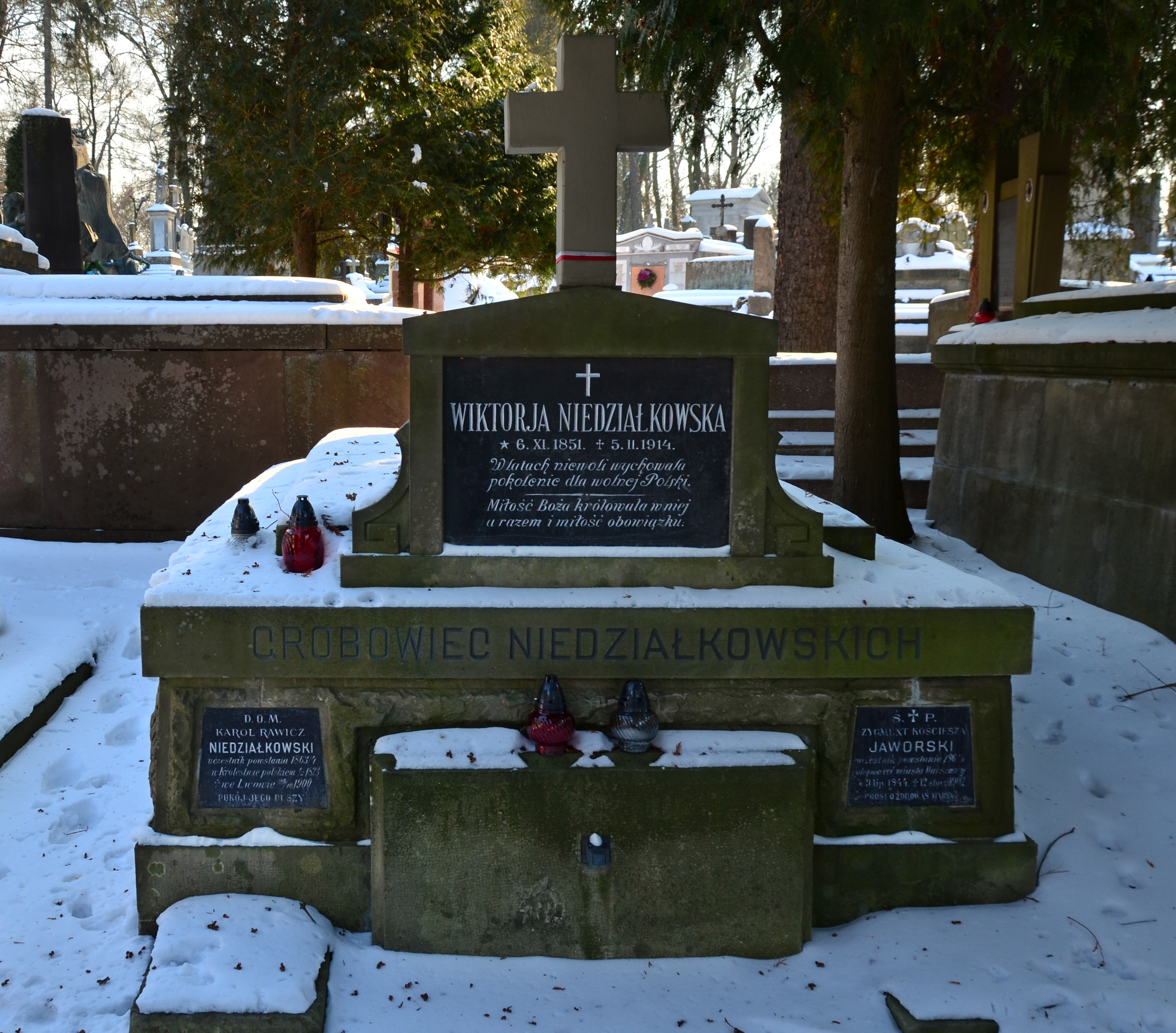
Grobowiec Niedziałkowskich

Zmarła 5 lutego 1914 w Warszawie. Została pochowana w grobowcu rodzinnym na Cmentarzu Łyczakowskim we Lwowie. Na jej tabliczce nagrobnej wypisano słowa:

W latach niewoli wychowała
pokolenie dla wolnej Polski.
Miłość Boża królowała w niej
a razem i miłość obowiązku.